# Мирненский поселковый совет (Каланчакский район)
Мирненский поселковый совет (укр. Мирненська селищна рада) — входит в состав
Каланчакского района
Херсонской области
Украины.
Административный центр поселкового совета находится в 
пгт Мирное
.

## История
- 1964 — дата образования.

## Населённые пункты совета
- пгт Мирное